# HD 38529
HD 38529は、オリオン座の方角におよそ138光年離れた位置にある連星系である。主星の周りには、太陽系外惑星が1つ、褐色矮星が1つみつかっており、それらを取り巻く残骸円盤も存在するとみられる。

## 星系
元々のHD 38529 (HD 38529 A) は、見かけの等級が6と辛うじて肉眼でみえる明るさで、スペクトル型がG4 IVに分類される黄色準巨星である。質量は太陽より4割程大きく、半径は太陽の2-3倍、有効温度は5,500 K程度、光度は太陽の6倍程度と見積もられている。HD 38529 Aの周囲には、2つの亜恒星天体が公転しており、更に残骸円盤が取り巻いていることがわかっている。2つの伴天体のうち、恒星に近い方は木星型惑星、遠い方は褐色矮星であるとみられる。
2006年、デジタイズド・スカイ・サーベイのデータを用いて、系外惑星の母星に固有運動が共通する伴星を探す調査の中で、HD 38529の西北西約4.7分の位置にある13等星が、HD 38529と固有運動を共有していることが明らかになった。この恒星は、ガイアが測定した年周視差でもHD 38529と一致し、相対速度と脱出速度を比較した分析でも重力的に束縛されているものと考えられる結果が出たことから、HD 38529 (A) と連星を形成することは確実とされる。この伴星HD 38529 Bは、スペクトル型がM2.5 Vと推定される赤色矮星である。

### 惑星系
2000年、デブラ・フィッシャーらはリック天文台とケック天文台における視線速度法の観測から、HD 38529 (A) の周囲に系外惑星を発見した。その惑星HD 38529 bは、下限質量が木星の約8割、公転周期が14.3日という木星型惑星で、ホット・ジュピターというには母星から離れている。フィッシャーらは同時に、HD 38529 bの他に周期1,500日以上のケプラー運動の兆候があることを示しており、その後これは公転周期がおよそ2,140日、質量が木星の13倍以上という系外惑星候補HD 38529 cとして確定した。HD 38529 cは、ハッブル宇宙望遠鏡による位置測定と組み合わせて軌道傾斜角も推定されており、それを採用するとHD 38529 cの実際の質量は、褐色矮星の下限質量をかなり上回るので、惑星ではなく褐色矮星であろうと考えられている。
HD 38529 Aには、スピッツァー宇宙望遠鏡による観測で、遠赤外線での赤外超過が検出されており、星周塵が存在するとみられる。力学的な分析によると、HD 38529 bのすぐ外側と、HD 38529 Aから20 au以上離れた外部領域では、微惑星が安定して存在できるとされた。HD 38529 Aの赤外超過はハーシェル宇宙天文台によっても観測され、その結果、半径がおよそ50 auからおよそ200 auにかけて、残骸円盤が存在すると推定された。
| 名称 （恒星に近い順） | 質量                   | 軌道長半径 （天文単位） | 公転周期 (日)          | 軌道離心率             | 軌道傾斜角  | 半径     |
| --------------------- | ---------------------- | ----------------------- | ---------------------- | ---------------------- | ----------- | -------- |
| b                     | > 0.797 ± 0.015 MJ     | 0.1294 ± 0.0058         | 14.30944 ± 0.00030     | 0.280 ± 0.017          | —           | 1.268 RJ |
| c                     | > 12.985 ± 0.146 MJ    | 3.64 ± 0.16             | 2136.1 ± 3.1           | 0.3407 ± 0.0069        | 135 +8 −14° | 1.123 RJ |
| 残骸円盤              | 46 +38 −27—208 ± 54 au | 46 +38 −27—208 ± 54 au  | 46 +38 −27—208 ± 54 au | 46 +38 −27—208 ± 54 au | 71 +10 −7°  | —        |